# Словацька Екстраліга 2007—2008
Сезон Словацької Екстраліги 2007/2008 — п'ятнадцятий сезон Словацької Екстраліги. В сезоні 2006/2007 взяло участь 10 команд. В серії плей-оф Словацької Екстраліги переможцем стала команда «ХК Слован Братислава», перемігши у фінальній серії «ХК Кошице» із рахунком 4:3. З Екстраліги ніхто в цьому сезоні не вибував до 1-ї хокейної ліги Словацької республіки, оскільки було вирішено розширити лігу в наступному сезоні до 12 команд, тому до вищого класу словацького хокею піднялася команда «ХК 05 Банська Бистриця». Ще одною особливістю цього сезону стала участь в ньому молодіжної хокейної збірної країни - її гравці були зібрані в одному клубі ХК Орандж 20 (HK Orange 20) й нарівні грали повноцінний сезон з дорослими й вищими по класу гравцями словацької ліги, здобуваючи таким чином неоціненний ігровий досвід.

## Підсумкова таблиця регулярного чемпіонату
| #  | Команда                     | І  | О   | В  | ВО | ПО | П  | Ш       | +/− |
| -- | --------------------------- | -- | --- | -- | -- | -- | -- | ------- | --- |
| 1  | ХК Слован Братислава        | 54 | 119 | 35 | 7  | 2  | 10 | 195:130 | +65 |
| 2  | ХК Кошице                   | 54 | 103 | 31 | 5  | 5  | 13 | 188:127 | +61 |
| 3  | МХК Мартін                  | 54 | 102 | 32 | 3  | 3  | 16 | 169:123 | +46 |
| 4  | ХК 36 Скалиця               | 54 | 96  | 32 | 0  | 4  | 18 | 177:136 | +41 |
| 5  | ХК Зволен                   | 54 | 92  | 28 | 4  | 4  | 18 | 188:148 | +40 |
| 6  | ХК Дукла Тренчин            | 54 | 91  | 25 | 8  | 3  | 18 | 170:144 | +26 |
| 7  | ХК СКР Попрад               | 54 | 89  | 27 | 4  | 3  | 20 | 171:138 | +33 |
| 8  | МСХК Жиліна                 | 54 | 57  | 17 | 3  | 5  | 29 | 147:174 | -27 |
| 9  | МХК Зимовий центр Кежмарнок | 54 | 52  | 16 | 2  | 9  | 27 | 141:181 | -40 |
| 10 | ХК Нітра                    | 54 | 44  | 12 | 4  | 3  | 35 | 127:206 | -79 |
| 11 | МХК 32 Ліптовський Мікулаш  | 54 | 38  | 10 | 4  | 5  | 35 | 126:194 | -68 |
| 12 | ХК Орандж 20                | 34 | 13  | 2  | 3  | 1  | 28 | 57:155  | -98 |

## Серія плей-оф

### Таблиця
|  | Чвертьфінали | Чвертьфінали           | Чвертьфінали       |             |                 | Півфінали              | Півфінали | Півфінали |  |  | Фінал | Фінал                  | Фінал |
|  |              |                        |                    |             |                 |                        |           |           |  |  |       |                        |       |
|  | 1            | «ХК Слован Братислава» | 4                  |             |                 |                        |           |           |  |  |       |                        |       |
|  | 8            | «МСХК Жиліна»          | 0                  |             |                 |                        |           |           |  |  |       |                        |       |
|  | 8            | «МСХК Жиліна»          | 0                  |             | 1               | «ХК Слован Братислава» | 4         |           |  |  |       |                        |       |
|  |              |                        |                    |             | 1               | «ХК Слован Братислава» | 4         |           |  |  |       |                        |       |
|  |              | 5                      | «ХК Дукла Тренчин» | 3           |                 |                        |           |           |  |  |       |                        |       |
|  | 3            | 5                      | «ХК Дукла Тренчин» | 3           | «ХК 36 Скалиця» | 4                      |           |           |  |  |       |                        |       |
|  | 3            |                        |                    |             | «ХК 36 Скалиця» | 4                      |           |           |  |  |       |                        |       |
|  | 6            | «ХК Зволен»            | 2                  |             |                 |                        |           |           |  |  |       |                        |       |
|  |              |                        |                    |             |                 |                        |           |           |  |  | 2     | «ХК Слован Братислава» | 4     |
|  |              |                        | 1                  | «ХК Кошице» | 3               |                        |           |           |  |  |       |                        |       |
|  | 2            | «ХК Кошице»            | 4                  |             |                 |                        |           |           |  |  |       |                        |       |
|  | 7            | «ХК СКР Попрад»        | 1                  |             |                 |                        |           |           |  |  |       |                        |       |
|  | 7            | «ХК СКР Попрад»        | 1                  |             | 2               | «ХК Кошице»            | 4         |           |  |  |       |                        |       |
|  |              |                        |                    |             | 2               | «ХК Кошице»            | 4         |           |  |  |       |                        |       |
|  |              | 3                      | «ХК 36 Скалиця»    | 3           |                 |                        |           |           |  |  |       |                        |       |
|  | 4            | 3                      | «ХК 36 Скалиця»    | 3           | «МХК Мартін»    | 3                      |           |           |  |  |       |                        |       |
|  | 4            |                        |                    |             | «МХК Мартін»    | 3                      |           |           |  |  |       |                        |       |
|  | 5            | «ХК Дукла Тренчин»     | 4                  |             |                 |                        |           |           |  |  |       |                        |       |

### Результати
- ХК Слован Братислава - МСХК Жиліна; рахунок серії 4:0, в чотирьох іграх зафіксовані такі результати — 6:2, 5:3, 2:1, 7:0.
- ХК Кошице - HK Aquacity СКР Попрад; рахунок серії 4:1, в п'яти іграх зафіксовані такі результати — 3:2, 5:0, 5:3, 3:4sn, 6:4.
- МХК Мартін - ХК Дукла Тренчин; рахунок серії 3:4, в семи іграх зафіксовані такі результати — 4:2, 5:4PP, 4:2, 2:3, 4:5sn, 3:4, 2:3PP.
- ХК 36 Скалиця - ХК Зволен; рахунок серії 4:2, в шести іграх зафіксовані такі результати — 7:1, 7:4, 1:4, 3:4, 7:1, 8:2.

Півфінали:
- ХК Слован Братислава - ХК Дукла Тренчин; рахунок серії 4:3, в семи іграх зафіксовані такі результати — 4:1, 3:4, 1:3, 0:3, 5:2, 4:1, 2:0.
- ХК Кошице — ХК 36 Скалиця; рахунок серії 4:3, в семи іграх зафіксовані такі результати — 4:1, 3:1, 0:3, 2:4, 3:0, 2:3, 5:4.

Фінал:
- ХК Слован Братислава — ХК Кошице; рахунок серії 4:3, в семи іграх зафіксовані такі результати — 4:2, 5:1, 2:0, 0:4, 1:5, 2:3PP, 3:2.

## Команда переможець ліги сезону 2007/2008
|           | Воротарі | Сасу Хові, Ян Хован, Марек Срнец |
| Захисники | Мілан Баліш, Даніел Ганчак, Лукаш Богуницький, Мілан Грушка, Йозеф Ковачик, Петр Павлас, Міхал Серсен, Ян Срдінко, Душан Девечка, Петер Губа, Петер Куделка, Даніел Нойманн, Ростислав Веселко. |                                  |
| Нападники | Ігор Бачек, Роберт Деме, Юрай Грачик, Міхал Греус, Мартін Гуйса, Ріхард Капуш, Міхал Кокавец, Радослав Кропач, Мартін Кульга, Мирослав Лажо, Любомір Піштек, Ондрей Руснак, Юрай Сикора, Марек Урам, Андрей Кмеч, Томаш Шиффалович, Мартін Слобода, Мартін Бакош, Марко Гучко, Марек Лісонь, Мартін Дубіна. |                                  |
| Тренери   | Здено Цігер, Мірослав Міклошович, Ігор Тот. |                                  |

## Найкраща ланка сезону
| Воротар   | Сасу Хові    | Сасу Хові    | Сасу Хові     | Сасу Хові     | Сасу Хові      | Сасу Хові      |
| Захисники | Петер Павлаш | Петер Павлаш | Петер Павлаш  | Мартін Івічіч | Мартін Івічіч  | Мартін Івічіч  |
| Нападники | Мартін Гуйса | Мартін Гуйса | Андрей Коллар | Андрей Коллар | Жигмунд Палффі | Жигмунд Палффі |